# Fritz Graebner
Robert Fritz Graebner (4 de marzo de 1877, Berlín - 13 de julio de 1934, Berlín) fue un geógrafo y etnólogo alemán conocido por su desarrollo de la teoría de los círculos culturales o Kulturkreis (por su nombre en alemán). Es considerado el primer teórico de la Escuela de Etnología de Viena. Fue también profesor de etnología en la Universidad de Bonn y, entre los años 1925 a 1928, director del Museo de Etnología de Colonia (hoy Museo Rautenstrauch-Joest).
Graebner formuló una teoría de la difusión de la cultura (Kulturkreise) que se convirtió en la base de un enfoque histórico-cultural de la etnología. Graebner veía a la etnología como una "rama de las ciencias históricas" y estaba convencido de que tenían que aplicar sus métodos, incluso si no había fuentes escritas. Al mismo tiempo, fue un ferviente opositor a la idea de una evolución lineal de las culturas humanas.
Sus teorías tuvieron influencia durante un tiempo a comienzos del siglo XX en el campo de la etnología, y también fueron propuestas por Franz Boas, Clark Wissler y Paul Kirchhoff . Este autor, además introdujo el concepto de "cultura primigenia".
En 1914, mientras se encontraba en Australia asistiendo a una conferencia antropológica estalló la Primera Guerra Mundial y, debido a las acusaciones de haber ocultado ciertos documentos confidenciales, no se le permitió salir de Australia mientras durase la guerra. Mientras vivió allí, identificó seis complejos culturales primitivos en la región de Oceanía, que figuran en su libro "Ethnologie": la cultura de Tasmania, la cultura del boomerang australiano antiguo, las culturas totémicas de cazadores recolectores, el complejo Moitey, la cultura del arco melanesio y cultura patrilineal polinesia.

## Publicaciones
- Methode der Ethnologie (Method of Ethnology), 1911
- Das Weltbild der Primitiven (The World View of the Primitives), 1924